# Силвер Сити (Ајова)
Силвер Сити (енгл. Silver City) град је у америчкој савезној држави Ајова. По попису становништва из 2010. у њему је живело 245 становника.

## Демографија
Према попису становништва из 2010. у граду је живело 245 становника, што је -14 (-5.4%) становника више него 2000. године.
| Група             | 2000.       | 2010.       |
| Белци             | 255 (98,5%) | 233 (95,1%) |
| Афроамериканци    | 1 (0,4%)    | 0 (0,0%)    |
| Азијати           | 0 (0,0%)    | 0 (0,0%)    |
| Хиспаноамериканци | 2 (0,8%)    | 3 (1,2%)    |
| Укупно            | 259         | 245         |